# Kendari
Kendari es una ciudad indonesia capital de la provincia de Célebes Suroriental en la isla de Célebes. Su población en 2010 era de 314.812 habitantes.
La ciudad se encuentra en la bahía de Kendari.
Debido a las formas muy recortadas de la isla, el transporte por transbordador o barco a menudo es más rápido que por carretera. La ciudad también posee un aeropuerto (Wolter Monginsidi Airport).
Se caracteriza principalmente por la cría de caballos y la comida que hacen con ellos en caso de que no sean aptos para la competencia.